# جاده ادویه
جاده ادویه یکی از جاده‌های تاریخی مرتبط به جاده ابریشم در دوران صفویه بوده است. محصولاتی مانند ادویه و پارچه از هندوستان وارد بندرعباس شده از آنجا از طرق این جاده با گذر از جهرم و فارس به سمت مرکز ایران می‌رفته‌اند. به همین دلیل این جاده به جاده ادویه مشهور شده است. در محدوده مسیر این جاده در نزدیکی روستای چاه‌تلخ چهار آب انبار و دو کاروانسرا وجود دارد اما از آن مسیر به بعد کوهستانی است و جاده سنگ‌فرش کوهستانی به چشم می‌خورد که در نوع خود یکی از شاهکارهای مهندسی و جاده‌سازی به‌شمار می‌آید. این جاده در دورانی آنقدر رونق و اهمیت داشت که تقریباً به اندازه جاده ابریشم شناخته شده بود؛ با این تفاوت که ابریشم از چین می‌آمد و ادویه از هند.
اکنون تنها پنج کیلومتر از این جاده در ۶ کیلومتری جنوب جهرم سالم باقی‌مانده است و حدود یک کیلومتر از آن جاده سنگ‌فرش است و بقایای آثاری تاریخی نیز در ادامه مسیر دیده می‌شود. همچنین بنابر اظهار برخی از کارشناسان در دوره صفوی نیز پلی در این منطقه ساخته شده که متأسفانه هم‌اکنون اثری از آن وجود ندارد.
ژان شاردن از سیاحان به نام فرانسوی در سال ۱۰۵۹ هجری شمسی از جاده ادویه عبور کرده و در سفرنامه خود نوشته که در کوه البرز جهرم به عنوان سخت‌ترین و خطرناکترین کوهی که در ایران وجود دارد و جاده‌ای سنگ‌فرش شده با عرض بیش از چهار قدم تنها مسیر عبوری از این کوه است. در قله این کوه سه آب انبار وجود دارد که به دلیل ذخیره آب ایجاد شده‌اند.

## نگارخانه

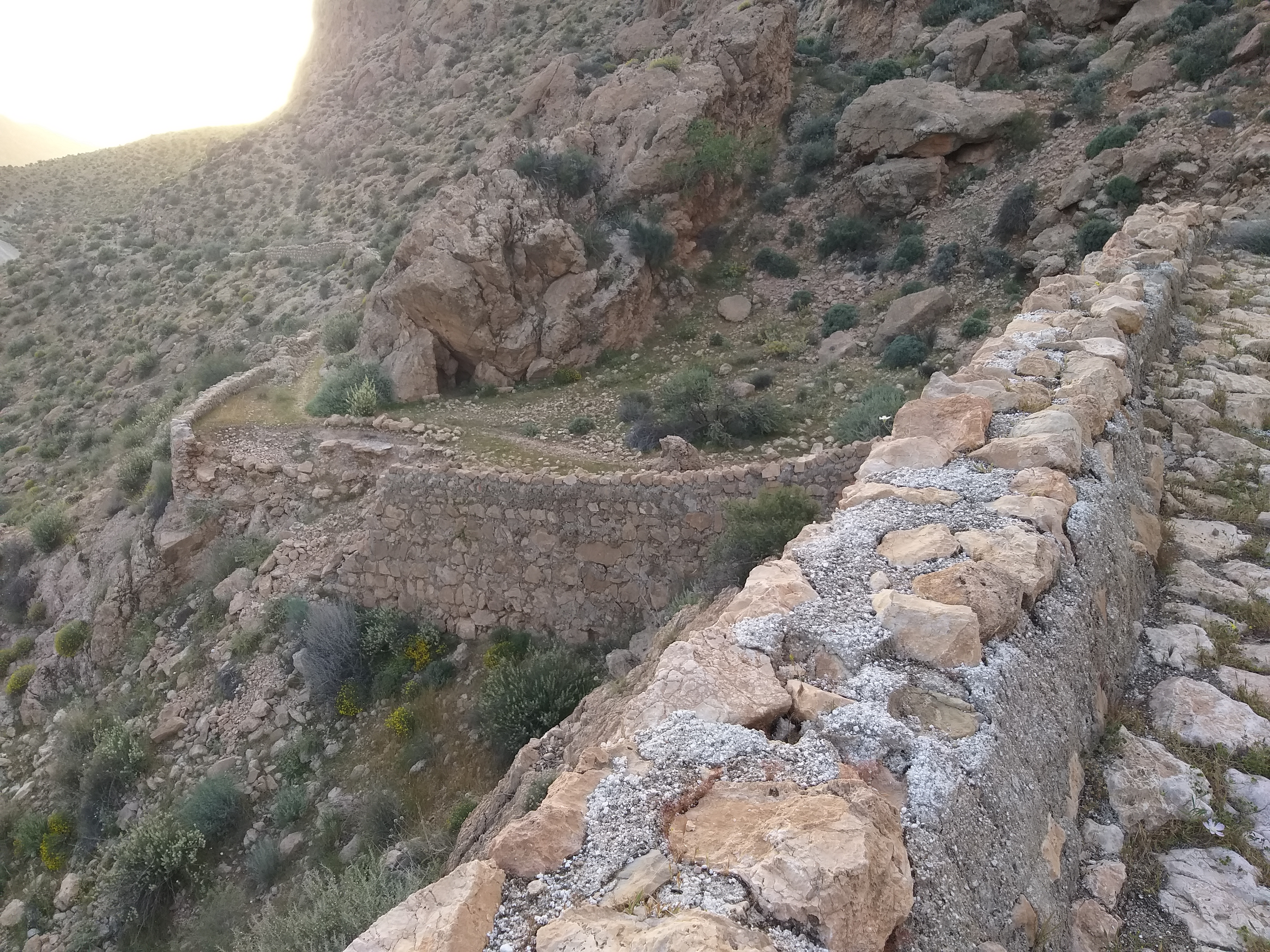
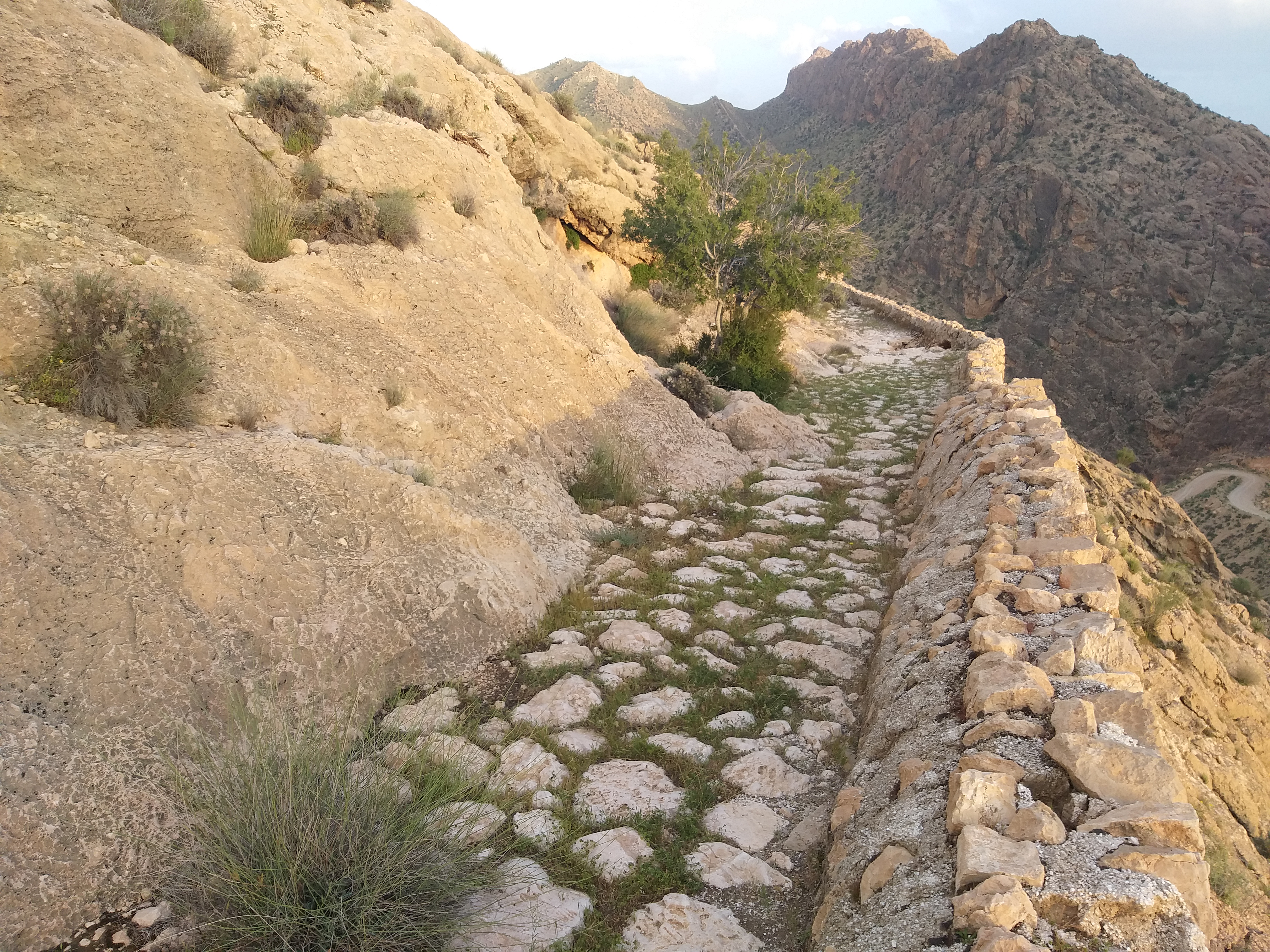
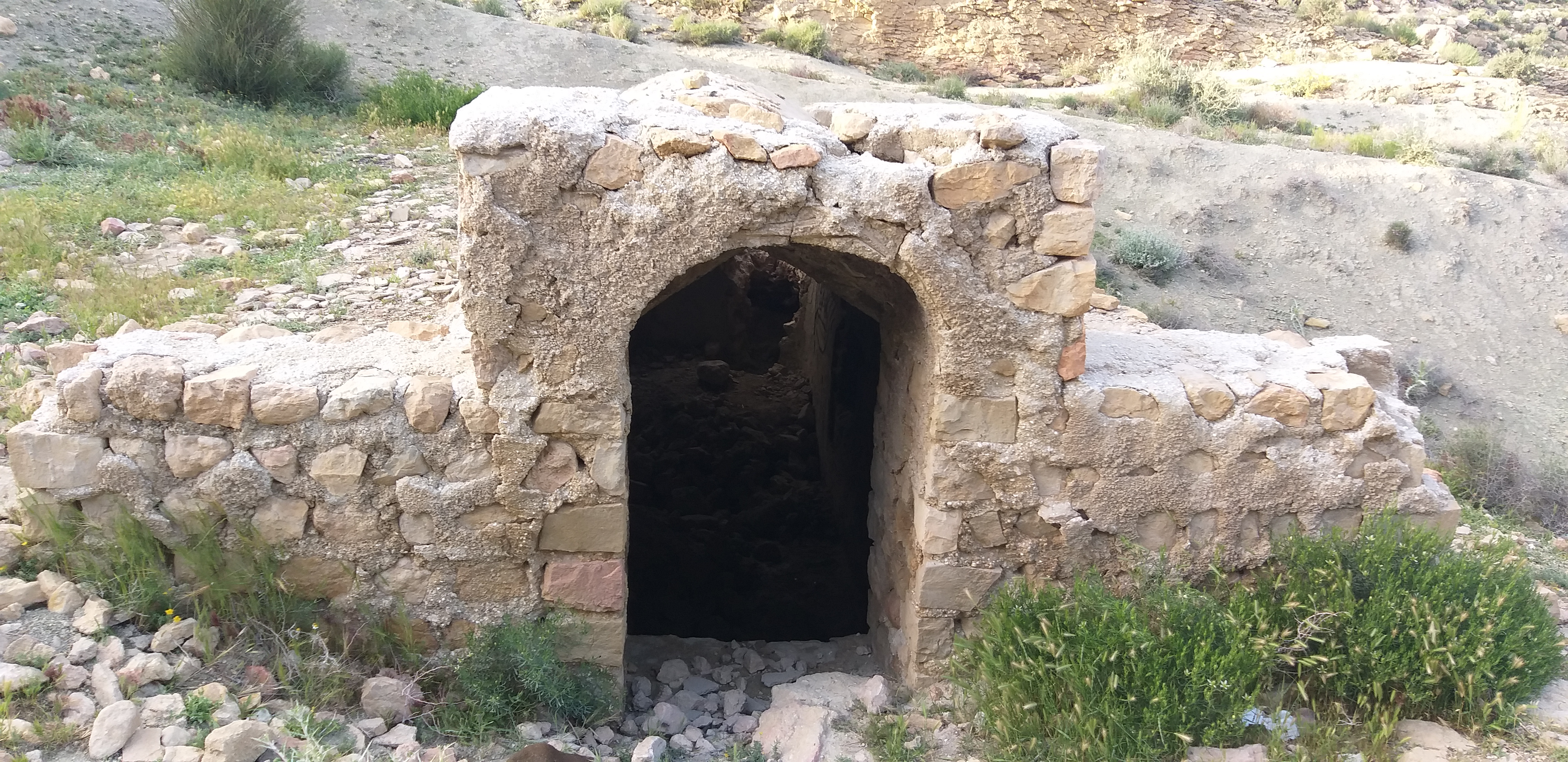
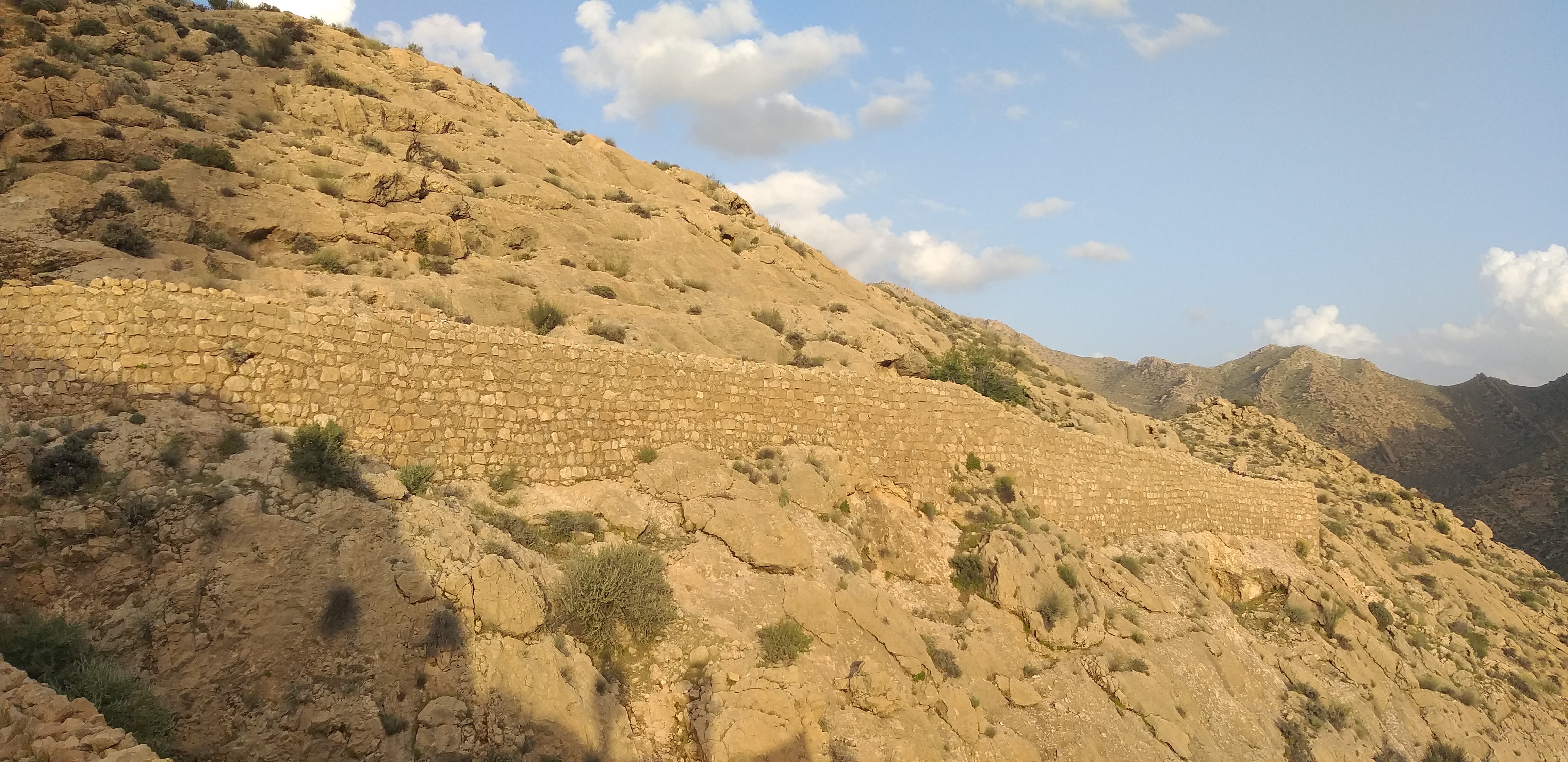